# إعلان لندن

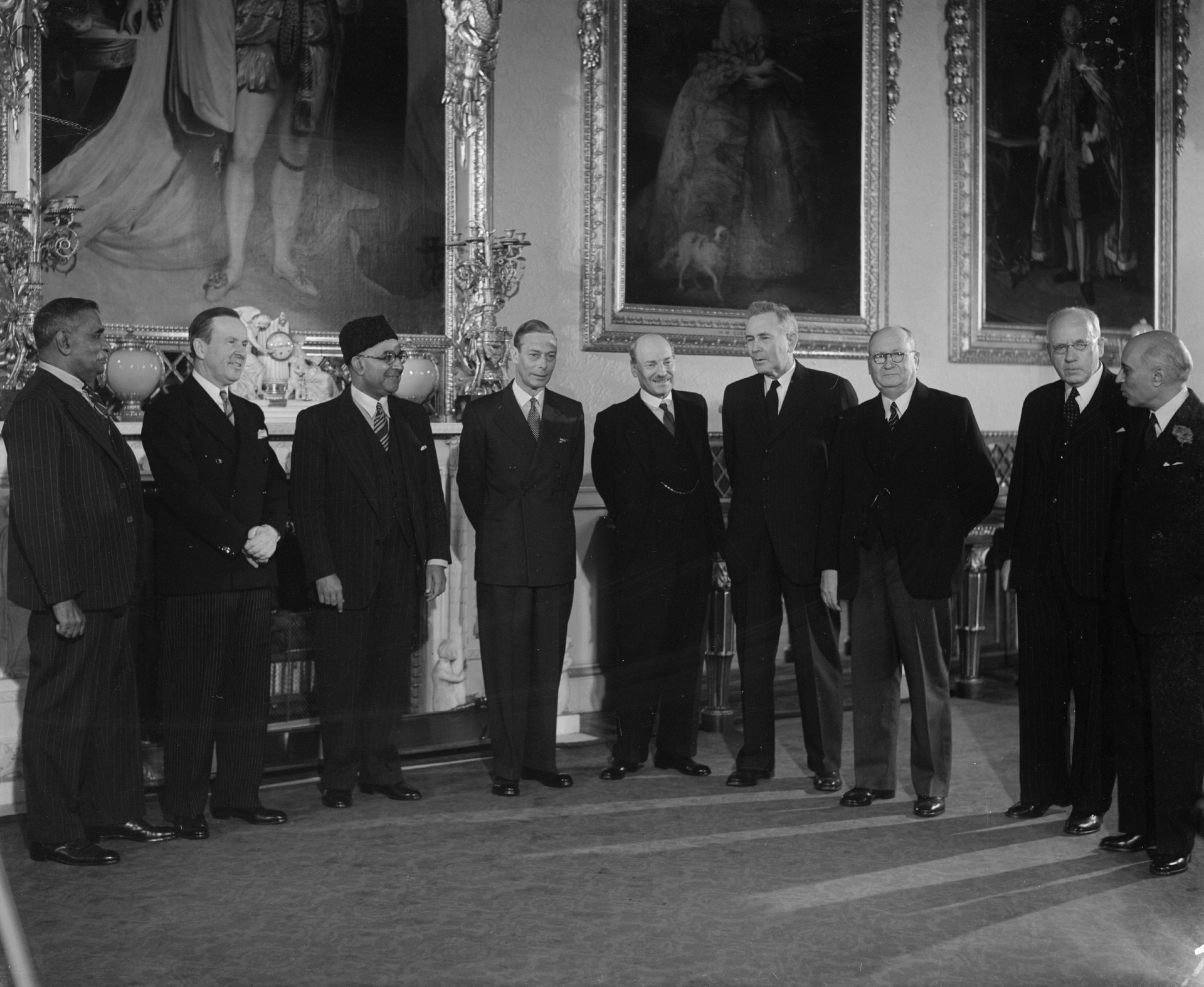
صورة لمؤتم رؤساء وزراء الكومنولث لإصدار إعلان لندن

إعلان لندن، (بالإنجليزية: London Declaration)‏، هو إعلان صادر عن مؤتمر رؤساء وزراء الكومنولث لعام 1949، بشأن مسألة الهند، واستمرار عضويتها في دول الكومنولث، بعد انتقاله للدستور الجمهوري.
تم انشائه في لندن، بتاريخ 28 أبريل 1949، وتميز بمولد الكومنولث الحديث. صاغه رجل الدولة الهندي «كريشنا مينون»، وكان للإعلان هدفان رئيسيان: السماح للكومنولث بالقبول والاحتفاظ، بالأعضاء الذين لم يكونوا دومينيون، بما في ذلك كل من الجمهوريات، والملكيات الأصلية، ومن ثم غيرت اسم المنظمة من الكومنولث البريطاني، إلى دول الكومنولث، مما يعكس التغيير الأول.
اعترف الإعلان، بالملك جورج السادس كرئيس للكومنولث. وبعد وفاته، اعترف قادة الكومنولث، بالملكة إليزابيث الثانية بهذه الصفة.
تضمن المصطلح السابق، أداة للمصطلحات التي من شأنها أن تعكس كلاً من الاستقلال السياسي المتطور، وحق دول الكومنولث في أن تكون جمهوريات مستقلة، وأن تشارك الولاء في إعلان بلفور لعام 1926، وقانون وستمنستر لعام 1931. حبث ثبت أنه كان حجر عثرة كبير، حتى اقترح رئيس الوزراء الكندي لويس سانت لوران، موقفا وسطا بين ذلك، وهو التخطيط لشغل منصب رئيس الكومنولث، منفصل عن أي صفة أخرى، أي يشغله الملك بصفته الشخصية فقط.
الإعلان المذكور تجاه الهند:
منذ ذلك الحين، اعتُبرت هذه الصيغة بمثابة سابقة، كافية لجميع البلدان الأخرى.
نوقشت هذه القضية في عام 1948 في مؤتمر رؤساء وزراء الكومنولث، الذي سيطر على جدول أعماله القرارات الوشيكة الصادرة عن دولتين - الهند، وأيرلندا - للإعلان عن نفسيها جمهوريات.
في الاجتماع، اقترح رئيس الوزراء الهندي جواهر لال نهرو، مذكرة من عشر نقاط حول التسوية بين الهند، والكومنولث. أدركت لجنة مجلس الوزراء المعنية بعلاقات الكومنولث، أن مقترحات نهرو، لا يمكن أن تشكل أساسا لاستمرار عضوية الكومنولث، وأنه سيلزم عقد مؤتمر آخر.
في 16 مايو 1949، أثناء مناقشات الجمعية التأسيسية، لتأطير الدستور، أعلن نهرو في المنزل ما يلي:
في المؤتمر التالي، في أبريل 1949، كان نهرو، يسعى قبل كل شيء لتجنب العضوية من مستويين، مع موافقته على برنامج من ثلاث نقاط أكثر قبولًا، بناء على شاكلة مواطن كومنولث مشتركة، وإعلان استمرار عضوية الهند، والاعتراف بالملك، بصفته المنفصلة عن المملكة.
حيث واجه هذا اتفاقا عاما، لا سيما مع رئيس وزراء جنوب إفريقيا الجديد، دانيال فرانسوا مالان، وخلال اليومين التاليين، تم وضع المسودة في اتفاق نهائي. لتجنب الانتقادات حول إسقاط كلمة «البريطانية» من اسم الكومنولث، حيث أقر نهرو بالإشارة إلى «كومنولث الأمم المتحدة البريطاني» في الفقرة الافتتاحية من الوثيقة كمرجع مناسب تاريخيا.
كان الملك جورج السادس متحفظًا بشأن موقف فصل الجمع بين الملك، ورئيس الكومنولث، لكنه في نفس الوقت كان مهتما بالأمور العملية. تم الترحيب بأخبار الاتفاقية من قبل جميع الذين شاركوا في مقاعد المعارضة في بريطانيا مجلس العموم، بما في ذلك ونستون تشرشل وكليمنت ديفيز.
على النقيض من ذلك، كان جان سموتس، الذي هزِم من قبل مالان في الانتخابات العامة لجنوب أفريقيا، 1948، حيث كان في المرتبة الثانية بعد تشرشل كرجل دولة في الكومنولث.
أصبحت الهند جمهورية في عام 1950 وبقيت في الكومنولث. أما أيرلندا، بعد أن أقرت قانون جمهورية أيرلندا لعام 1948، أعلنت نفسها جمهورية في 18 أبريل 1949، ومن ثم غادرت الكومنولث.